# Christina Lake
Der Christina Lake ist ein Binnensee in der kanadischen Provinz British Columbia. Er liegt rund 23 km östlich von Grand Forks nur unweit nördlich der Grenze zu den USA.

## Lage
Am südöstlichen Ufer des Sees liegt die gleichnamige Siedlung Christina Lake, in welcher auch der kleine Christina Lake Provincial Park liegt und durch welche ebenfalls der Crowsnest Highway führt. Die nördliche Hälfte des Sees liegt im Gladstone Provincial Park. Am westlichen Ufer des Sees liegt, im Gladstone Provincial Park, ein Campingplatz.
Mit Wassertemperaturen von bis zu 23 Grad zählt er zu den wärmsten Seen Kanadas und wird deswegen im Sommer von vielen Badegästen und Tauchern besucht. Unweit des Sees führt auch die Trasse der ehemaligen Kettle Valley Railway entlang, die heute ein beliebter Rad- und Wanderweg ist.

## Geschichte
Christina Lake wurde nach einer Métis-Frau namens Christina McDonald benannt, der Tochter des Hauptkommissionärs der Hudson’s Bay Company, Angus McDonald aus Fort Colvile (1852–1871).
Die Region Kettle Valley war Tausende von Jahren vor der Ankunft europäischer Siedler von den Kettle-Indianern bewohnt worden. Sie lebten in Dörfern entlang des Kettle River und hinterließen ihr Vermächtnis in Piktogrammen auf Felsen am Ufer des Christina Lake, welche nur von einem Boot aus sichtbar sind.
Vier Hütten, die zuvor als Teil eines japanischen Internierungslagers während des Zweiten Weltkriegs genutzt wurden, sind noch immer Teil des Christina Lake Alpine Resort.